# Instancja (programowanie)

Na rycinie przedstawiono trzy instancje klasy car jako różnokolorowe modele samochodów, czyli obiekty

Instancja – pojedyncze wystąpienie niezależnego kodu zgodnego z danym wzorcem. 
Najpopularniejszym przykładem jest instancjonowanie klas w programowaniu obiektowym, czyli tworzenie obiektów (niezależnych bytów danej klasy, zajmujących określone miejsce w pamięci).
W kontekście systemów operacyjnych instancją danego programu nazywa się wystąpienie w pamięci komputera aktualnie wykonywanej sekwencji kodu komputerowego, czyli procesu.
W kontekście grafiki komputerowej instancja to technika renderowania, która pozwala narysować wiele kopii tego samego obiektu w jednym wywołaniu losowania. Zwykle służy do renderowania cząstek, liści lub dużych ilości dowolnych innych rodzajów obiektów.